# Барон Брасси Эпеторпский

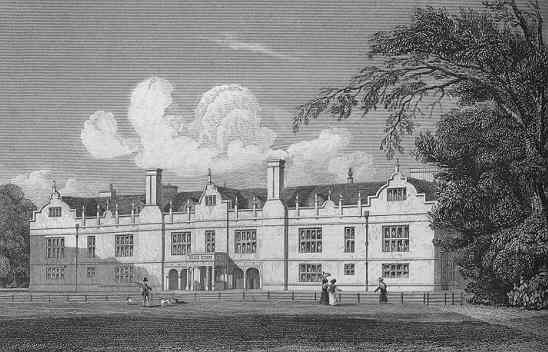
Эпеторп Холл в 1829 году

Барон Брасси Эпеторпский из Эпеторпа в графстве Нортгемптоншир — наследственный титул в системе Пэрства Соединённого королевства. Он был создан 26 января 1938 года для сэра Генри Брасси, 1-го баронета (1870—1958). Ранее он представлял в палате общин Великобритании Северный Нортгемптоншир (1910—1918) и Питерборо (1918—1929). В 1922 году для него уже был создан титул баронета из Эперторпа в графстве Нортгемптоншир. Генри Брасси был вторым сыном Генри Брасси (1840—1891), третьего сына Томаса Брасси (1805—1870), и племянником Томаса Брасси, 1-го графа Брасси (1836-1918), и полковника Альберта Брасси (1844—1918). По состоянию на 2023 год носителем титула являлся правнук первого барона, Эдвард Брасси, 4-й барон Брасси из Эперторпа (род. 1964), который стал преемником своего отца в том же году.

## Бароны Брасси из Эперторпа (1938)
- 1938—1958: Майор Генри Леонард Кэмпбелл Брасси, 1-й барон Брасси из Эперторпа (7 марта 1870 — 22 октября 1958), второй сын политика Генри Артура Брасси (1840—1891)[1];
- 1958—1967: Подполковник Бернард Томас Брасси, 2-й барон Брасси из Эперторпа (15 февраля 1905 — 28 июня 1967), пятый сын предыдущего[2];
- 1967—2015: Майор Дэвид Генри Брасси, 3-й барон Брасси из Эперторпа (16 сентября 1932 — 7 мая 2015), старший сын предыдущего[3];
- 2015 — настоящее время: Эдвард Брасси, 4-й барон Брасси из Эперторпа (род. 9 марта 1964), единственный сын предыдущего от первого брака[4];
  - Наследник титула: достопочтенный Кристиан Брасси (род. 23 декабря 2003), единственный сын предыдущего[5].